# Pamfilia (imię)
Pamfilia – imię żeńskie pochodzenia greckiego, żeński odpowiednik imienia Pamfil, wywodzącego się od greckiego παν (pan) – „wszystko, wszyscy” i φιλος (filos) – „przyjaciel” i oznaczającego „wszystko miłujący”. Inną możliwością jest pochodzenie tego imienia od greckiego Pámphylos – „złożony z różnych szczepów”. 
W Polsce Imienia Pamfilia nie ma w wykazie imion żeńskich nadanych jako imię pierwsze wg publicznie dostępnych danych z rejestru PESEL. 
Pamfilia imieniny obchodzi 24 października, jako wspomnienie św. Pamfilii, wspominanej razem ze świętymi: Krescjuszem, Omnionem, Emptem i Cerboniuszem.